# Zimní Stadion Karlovy Vary
Das Zimní Stadion Karlovy Vary ist ein Eishockeystadion in Karlovy Vary. Die Halle, die ursprünglich schon 1947 eröffnet wurde, war bis zum Ende der Saison 2008/09 die Heimspielstätte des HC Energie Karlovy Vary.

## Geschichte
Das ursprünglich offene Stadion in Karlovy Vary wurde bereits 1947 erbaut. Erst 1975 wurde das Stadion überdacht. 1990 begann die Sanierung der Spielstätte, die seitdem eine Kapazität von 4.680 Zuschauern hat.
In der Saison 2007/08 der höchsten tschechischen Spielklasse, der Extraliga erreichte der HC Energie Karlovy Vary das Playoff-Finale gegen den HC Slavia Prag. Dabei war das Eisstadion in Karlovy Vary achtmal hintereinander ausverkauft, während in der regulären Spielzeit durchschnittlich 3.198 Zuschauer die Spiele des Vereins besuchten.
Ab Sommer 2009 ersetzte die neu gebaute und 6.000 Zuschauer fassende KV Arena das Stadion als Heimspielstätte des HC Energie.